# Пауль Берлінер (етномузиколог)
Пол Франклін Берлінер (нар. 1946)  — американський етномузиколог, найбільш відомий тим, що спеціалізується на африканській музиці, а також на джазі та інших імпровізаційних системах. Він найбільш відомий своєю популярною етномузикологічною книгою про зімбабвійську мбіру «Душа мбіри: музика та традиції народу шона Зімбабве», за яку він отримав нагороду ASCAP Deems Taylor Award. Він також опублікував «Мислення в джазі: нескінченне мистецтво імпровізації», за яку отримав премію Алана Мерріама Товариства етномузикології за видатну книгу з музикокології. Берлінер отримав ступінь доктора філософії(Ph.D.) в Уесліанського університету.
Пол Берлінер, старший із трьох дітей Джо та Енн Берлінерів, народився в Кембриджі, штат Массачусетс.
Пол Берлінер є професором етномузикології в Центрі міжнародних та міждисциплінарних досліджень імені Джона Хоупа Франкліна при Університеті Дьюка. Раніше він викладав у Школі музики Північно-Західного університету. Він написав і продюсував музикальні альбоми Shona mbira, а також був записаний як виконавець із Paul Winter Consort. У 1979 році він випустив альбом джазу, зіграного на валторні куду, «The Sun Rises Late Here» (Flying Fish FF092). У 2004 році він був обраний членом Американської академії мистецтв і наук.

## Публікації
- Душа Мбіри: Музика та традиції народу шона Зімбабве. Берклі : University of California Press, 1978.
- Мислення в джазі: нескінченне мистецтво імпровізації Чикаго: University of Chicago Press, 1994.ISBN 9780226043814ISBN 9780226043814.
- Мистецтво Мбіри: музична спадщина та спадщина Чикаго: University of Chicago Press, 2019.ISBN 9780226628684ISBN 9780226628684.
- Невгамовний танець Мбіри: Архів імпровізації Чикаго: University of Chicago Press, 2020.ISBN 9780226626277ISBN 9780226626277.